# فهرست کارگردانان ارمنی
فهرست زیر شامل کارگردان‌های اهل ارمنستان و دیاسپورای ارمنی است که در سرتاسر جهان به حرفه کارگردانی فیلم سینمایی و تلویزیونی اشتغال داشته‌اند.

## ارمنستان
- آرا آروش
- آرتاوازد پلشیان
- آرمان ماناریان
- آرمن مازمانیان
- آماسیا مارتیروسیان
- ادموند کئوسیان
- ارازم کارامیان
- استپان کوورکوف
- پاتواکان بارخوداریان
- تیگران خزمالیان
- خورن آبراهامیان
- داویت باباخانیان
- سرگئی پاراجانف (سارکیس پاراجانیان)
- سورن بابایان
- فرونزه دولاتیان
- گریگور ملیک-آواگیان
- گنادی ملکونیان
- مانوئل ماروتیان
- میکائیل وارطانوف
- نرسس هوهانیسیان
- ویگن چالدرانیان
- هاروتیون خاچاتریان
- هامو بیک-نازاریان
- هراچیا کشیشیان
- هنریک مالیان
- هوهانس گالستیان
- یوری ارزنکیان

## ایالات متحده آمریکا
- آناتولی ایرامجیان
- جی. مایکل هاکوپیان
- دیران سارافیان
- روبن مامولیان
- گارین هوانیسیان
- مادلین شارافیان

## ایران
- آرامائیس آقامالیان (ارمنستانی-ایرانی)
- آربی اوانسیان
- آرمان هوسپیان
- آناهید آباد
- اوانس اوگانیانس
- دیگرانوهی هواکیمیان
- رایموند هواگیمیان
- روبرت اکهارت
- روبرت صافاریان
- روبیک زادوریان
- زاون قوکاسیان
- ژرژ هاشم‌زاده
- ژوزف واعظیان
- ساموئل خاچیکیان
- سلیمان میناسیان
- موشق سروری
- وارطان آنتانسیان
- واروژ کریم-مسیحی
- هایک گاراگاش
- هراند میناسیان
- هنریک استپانیان

## بلغارستان
- گریگور آزاریان

## روسیه
- آنا ملیکیان

## فرانسه
- انری ورنوی (آشوت مالاکیان)
- روبرت کشیشیان
- سرژ آزاریان
- فیلیپ وارتان خازاریان

## کانادا
- آتوم اگویان